# 神林秀治
神林 秀治（かんばやし ひではる、1959年12月19日 - ）は、日本の政治家である。高根沢町長、元栃木県議会議員、元高根沢町議会議員及び元高根沢町議会議長。

## 経歴
1998年（平成10年）に高根沢町議会議員選挙で初当選し、2011年（平成23年）に栃木県議会議員選挙（さくら市・塩谷郡選挙区）で初当選する。2017年（平成29年）に再び町議会議員に復帰し議長を務めた。
2025年4月13日告示の町長選挙で4選を目指していた現職を大差で破って初当選を果たした。